# Pignataro Interamna
Pignataro Interamna település Olaszországban, Lazio régióban, Frosinone megyében. Lakosainak száma 2425 fő (2023. január 1.). Pignataro Interamna Cassino, Piedimonte San Germano, San Giorgio a Liri, Villa Santa Lucia, Aquino, Esperia, Pontecorvo és Sant’Apollinare községekkel határos.

## Népesség
A település lakossága az elmúlt években az alábbi módon változott:
| Lakosok száma | 2570 | 2543 | 2425 |
|               | 2017 | 2018 | 2023 |